# Zitsch

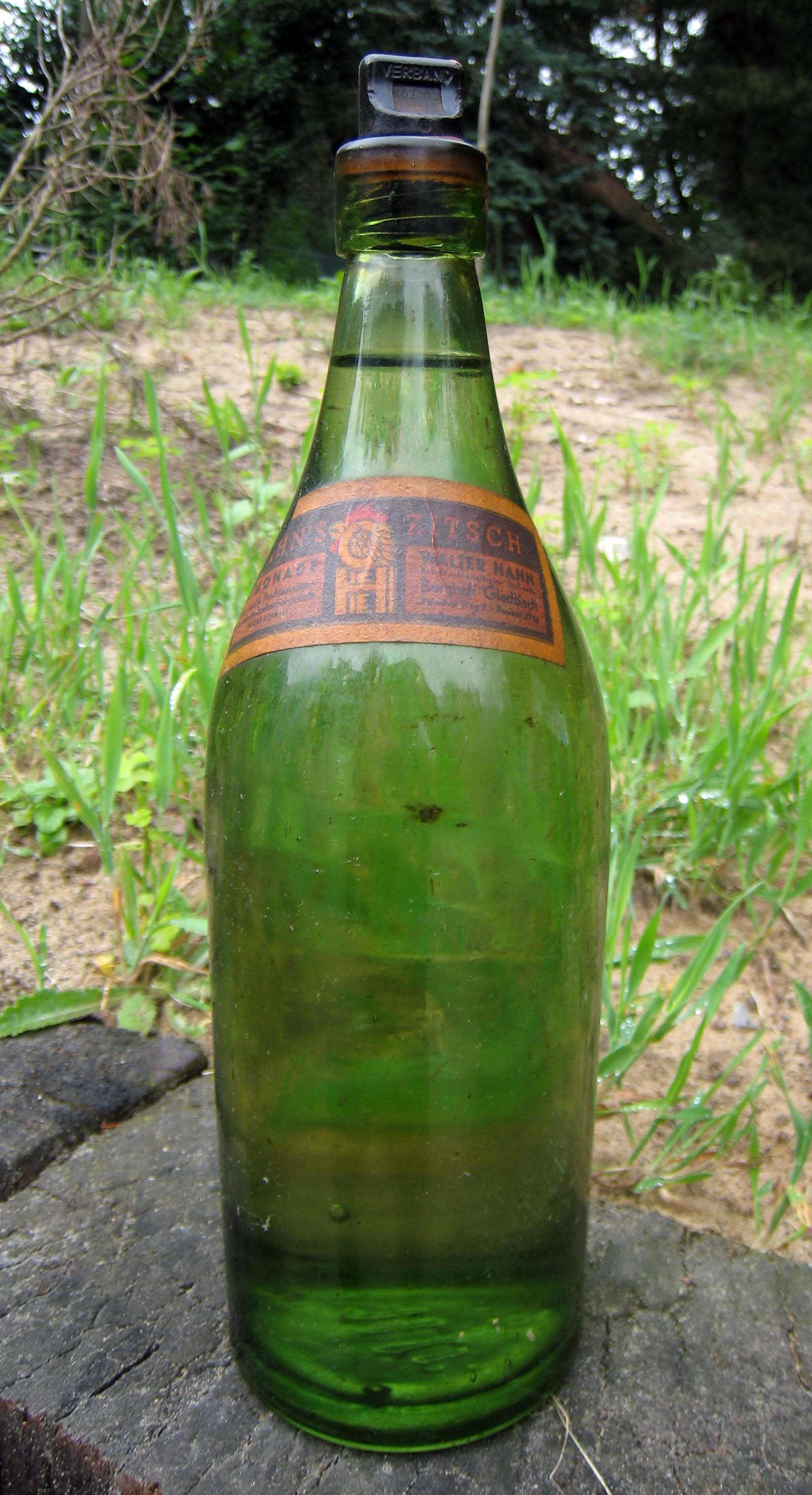
Flasche mit original Hahn’s Zitsch
aus den 1950er Jahren

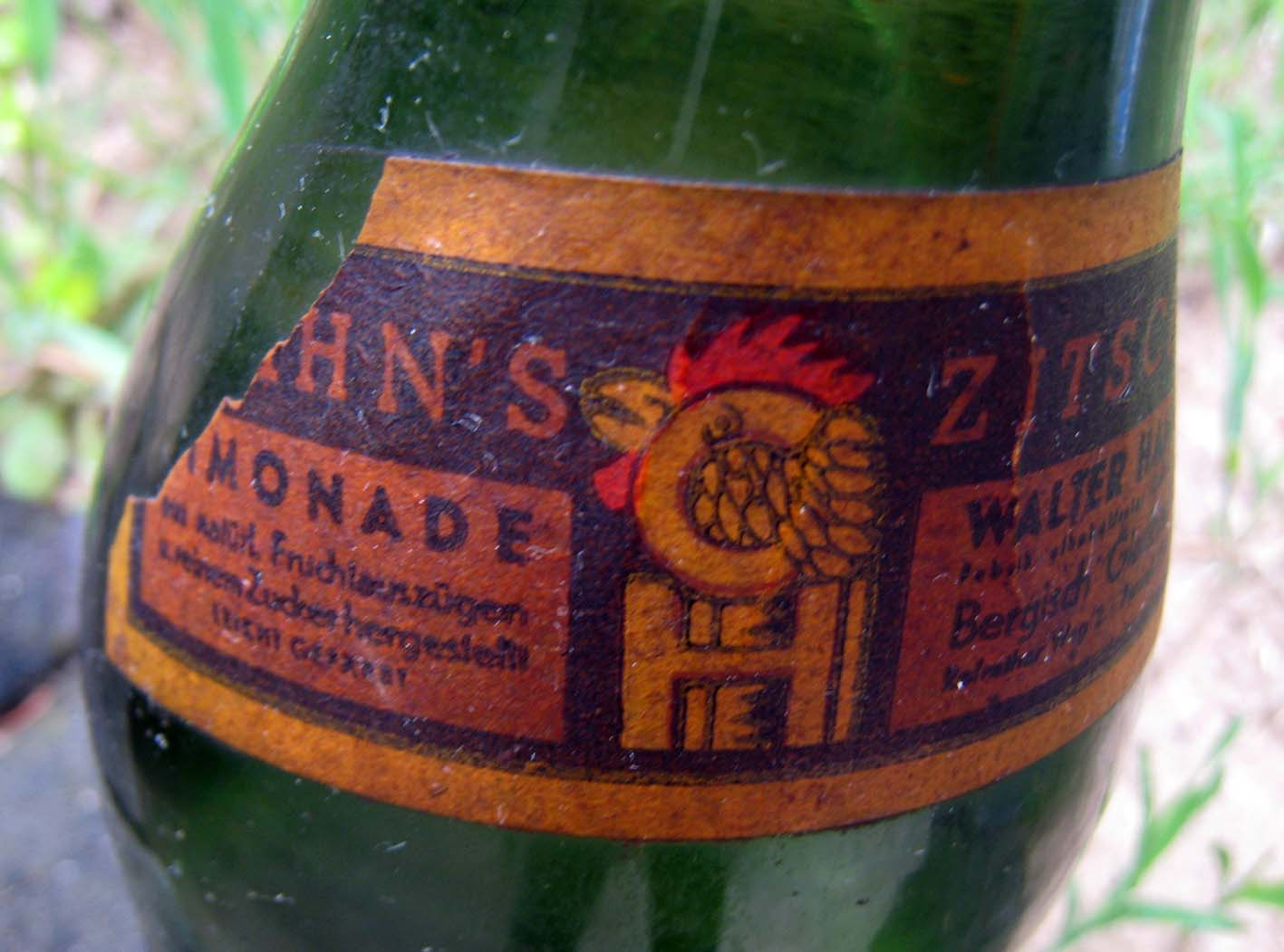
Etikett Hahn’s Zitsch

Der Begriff Zitsch bezeichnet am Niederrhein und im Rheinland verschiedene Erfrischungsgetränke, üblicherweise mit Zitronengeschmack. Zitsch ist dabei ein lautmalerisches Wort, das dem Geräusch beim Öffnen der Flasche nachempfunden ist. Der Begriff fand Eingang in die Umgangssprache sowie in Produktnamen.

## Hahn’s Zitsch
In Bergisch Gladbach wurde am Refrather Weg 2 durch den Unternehmer Walter Hahn (1905–1965) das Erfrischungsgetränk Hahn’s Zitsch hergestellt. Es war eine perlende Zitronenlimonade, die am Niederrhein und im zentralen Rheinland als Zitsch bezeichnet wurde bzw. wird. Die Flaschen trugen die Aufschrift „Hahn’s Zitsch, Limonade aus natürl. Fruchtauszügen u. reinem Zucker hergestellt. Leicht gefärbt.“ Für die Produktion wurde ein Sirup hergestellt, der mit Wasser zur Limonade gemischt wurde, anschließend in Flaschen abgefüllt, und mit Kohlensäure versehen und danach sofort verschlossen. Nach dem Tod von Hahn hat seine Ehefrau die Geschäfte zunächst weitergeführt.